# Oklahoma City Stars
Oklahoma City Stars (español: Estrellas de Oklahoma City) es el nombre de los equipos deportivos de la Universidad de Oklahoma City, situada en Oklahoma City, Oklahoma. Los equipos de los Stars participan en las competiciones universitarias organizadas por la NAIA, y forman parte de la Sooner Athletic Conference. Hasta 1986 compitieron en la Horizon League de la División I de la NCAA, entonces conocida como Midwestern City Conference.

## Apodo
Los equipos deportivos de la universidad comenzaron llamándose los Goldbugs o Gold Bugs en los años 20. En 1944 adoptaron el nombre de Chiefs, algo que cambió en 1998, adoptando el de Stars por la presión que recibieron las universidades estadounidenses acerca del uso de nombres relacionados con los pueblos nativos de los Estados Unidos.

## Programa deportivo
Los Stars compiten en 8 deportes masculinos y en 9 femeninos:
| - Masculino - Cross - Baloncesto - Béisbol - Fútbol - Atletismo - Lucha colegial - Golf - Remo | - Femenino - Cross - Baloncesto - Voleibol - Fútbol - Atletismo - Tenis - Lucha colegial - Golf - Remo |

### Baloncesto masculino
El equipo de baloncesto masculino ha disputado en 18 ocasiones el Campeonato de la NAIA, logrando la victoria en 6 ocasiones, la última en 2008. También participó en once ocasiones en el Torneo de la NCAA, más que ninguna otra universidad que ya no pertenezca a la NCAA.

## Instalaciones deportivas
- Abe Lemons Arena es el pabellón donde disputan sus partidos los equipos de baloncesto, voleibol y lucha libre. Fue construido en 2000 y está dedicada al legendario entrenador de baloncesto Abe Lemons, que ganó 599 partidos en 35 años entre 1955 y 1990. Tiene una capacidad para 3.360 espectadores.[5]
- UTRGV Baseball Stadium, es el estadio donde disputan sus encuentros el equipo de béisbol. Fue inaugurado en 1976, y tiene una capacidad para 400 espectadores.[6]